# کروندی
کروندی (به انگلیسی: Karoondi) یک شهر در پاکستان است که در ایالت سند واقع شده‌است.